# Внешнеторговая палата ГДР
Внешнеторговая палата ГДР (нем. Kammer für Außenhandel, сокр. KfA) — объединение торгово-экспортных предприятий и организаций ГДР.
Внешнеторговая палата ГДР была выделена из министерства внешней и внутригерманской торговли ГДР 14 ноября 1952 года в Берлине и призвана способствовать заключению торговых соглашений молодой Германской Демократической Республики с другими странами, в особенности, со странами капиталистического Запада. Общий надзор за деятельностью Внешнеторговой палаты ГДР осуществляло министерство внешней и внутригерманской торговли (после 1967 года — министерство внешней торговли ГДР), хотя официально Внешнеторговая палата ГДР считалась «общественной организацией» внешнеторговых предприятий, комбинатов, экспортных предприятий и организаций ГДР, занятых внешней торговлей.
Главная задача Внешнеторговой палаты ГДР первоначально состояла в налаживании контактов с экономическими партнёрами на Западе и заключении торговых соглашений на правительственном уровне с западными странами. Для прорыва дипломатической блокады в капиталистических и развивающихся странах открывались торговые представительства, деятельность которых всячески приближалась к дипломатической. К началу 70-х годов ГДР через торговые представительства удалось создать стабильные торгово-политические связи со многими государствами и сформировать структуры, которые в ходе международного признания ГДР быстро трансформировались в посольства.
В развитии отношений со странами социалистического лагеря Внешнеторговой палате ГДР поначалу не придавали большого значения. После международного признания ГДР, когда с появлением посольств представительства Внешнеторговой палаты ГДР в капиталистических и развивающихся странах утратили свою роль, перед Внешнеторговой палатой была поставлена задача укрепления связей с торговыми палатами стран-участниц СЭВ и участия в социалистической экономической интеграции.
Внешнеторговая палата ГДР была распущена по решению президиума в конце августа 1990 года.

## Президенты Внешнеторговой палаты ГДР
- Готфрид Лессинг (1952—1957)
- Райнхольд Флешхут (1957—1958)
- Фриц Кох (1958—1962)
- Ганс Бар (1962—1968)
- Рудольф Мурготт (1968—1981)
- Отто Вайткус (1981—1984)
- Ганс-Иоахим Лемнитцер (1984—1990)